# Hong Chul
Dans ce nom coréen, le nom de famille, Hong, précède le nom personnel.
Hong Chul (en coréen : 홍철), né le 17 septembre 1990 à Hwaseong en Corée du Sud, est un footballeur international sud-coréen, qui évolue au poste d'arrière gauche. Il joue dans le club de Daegu FC.

## Biographie

### Carrière en club
Hong Chul effectue sa formation à l'université Dankook en 2009. Il fait ses débuts professionnels au Seongnam Ilhwa Chunma en 2010, année au cours de laquelle il dispute 18 rencontres et remporte la Ligue des champions de l'AFC. La saison suivante, il remporte avec son club la coupe de Corée du Sud. Puis, en 2013, il rejoint le Suwon Samsung Bluewings.
Il évolue lors de son service militaire, entre 2017 et 2018, au Sangju Sangmu. 

### Carrière internationale
Le 17 novembre 2015, il honore sa première sélection contre la Turquie. La rencontre se solde par un match nul et vierge (0-0). Il participe ensuite à la Coupe d'Asie de l'Est de 2015. La Corée du Sud remporte la Coupe d'Asie de l'Est.
Le 2 juin 2018, il fait partie de la liste des 23 joueurs sud-coréens sélectionnés pour disputer la Coupe du monde de 2018 en Russie. Lors du mondial, il dispute deux rencontres de poule, face au Mexique et à l'Allemagne.
Le 12 novembre 2022, il est sélectionné par Paulo Bento pour participer à la Coupe du monde 2022.

## Palmarès

### En club
- Avec le  Seongnam Ilhwa Chunma
  - Vainqueur de la Ligue des champions de l'AFC en 2010
  - Vainqueur de la Coupe de Corée du Sud en 2011

- Avec le  Suwon Samsung Bluewings
  - Vainqueur de la Coupe de Corée du Sud en 2016

### En sélection
- Avec la  Corée du Sud
  - Vainqueur de la Coupe d'Asie de l'Est en 2015

### Distinctions personnelles
- Nommé dans l'équipe type de la K League en 2014

## Statistiques
| Saison                | Club                  | Championnat           | Championnat | Championnat | Coupe(s) nationale(s) | Coupe(s) nationale(s) | Compétition(s) continentale(s) | Compétition(s) continentale(s) | Compétition(s) continentale(s) | Coupe du mondedes clubs | Coupe du mondedes clubs | Séries | Séries | Corée du Sud | Corée du Sud | Total | Total |
| Saison                | Club                  | Division              | M.          | B.          | M.                    | B.                    | Comp.                          | M.                             | B.                             | M.                      | B.                      | M.     | B.     | M.           | B.           | M.    | B.    |
| 2010                  | Seongnam Ilhwa Chunma | K League              | 18          | 1           | 3+4                   | 0+1                   | LCA                            | 9                              | 0                              | 3                       | 0                       | -      | -      | -            | -            | 37    | 2     |
| 2011                  | Seongnam Ilhwa Chunma | K League              | 20          | 3           | 4+4                   | 0+1                   | -                              | -                              | -                              | -                       | -                       | -      | -      | 4            | 0            | 32    | 4     |
| 2012                  | Seongnam Ilhwa Chunma | K League              | 30          | 2           | 1                     | 0                     | LCA                            | 5                              | 0                              | -                       | -                       | -      | -      | -            | -            | 36    | 2     |
| Sous-total            | Sous-total            | Sous-total            | 68          | 6           | 16                    | 2                     | -                              | 14                             | 0                              | 3                       | 0                       | 0      | 0      | 4            | 0            | 105   | 8     |
| 2013                  | Suwon Bluewings       | K League              | 34          | 2           | 1                     | 0                     | LCA                            | 5                              | 0                              | -                       | -                       | -      | -      | -            | -            | 40    | 2     |
| 2014                  | Suwon Bluewings       | K League              | 29          | 0           | 1                     | 0                     | -                              | -                              | -                              | -                       | -                       | -      | -      | 1            | 0            | 31    | 0     |
| 2015                  | Suwon Bluewings       | K League              | 30          | 0           | 1                     | 0                     | LCA                            | 4                              | 0                              | -                       | -                       | -      | -      | 3            | 0            | 38    | 0     |
| 2016                  | Suwon Bluewings       | K League              | 12          | 0           | 3                     | 0                     | LCA                            | 0                              | 0                              | -                       | -                       | -      | -      | 3            | 0            | 18    | 0     |
| Sous-total            | Sous-total            | Sous-total            | 105         | 2           | 6                     | 0                     | -                              | 9                              | 0                              | 0                       | 0                       | 0      | 0      | 7            | 0            | 127   | 2     |
| 2017                  | Sangju Sangmu (prêt)  | K League              | 27          | 1           | -                     | -                     | -                              | -                              | -                              | -                       | -                       | 2      | 0      | -            | -            | 29    | 1     |
| 2018                  | Sangju Sangmu (prêt)  | K League              | 16          | 1           | -                     | -                     | -                              | -                              | -                              | -                       | -                       | -      | -      | 5            | 0            | 21    | 1     |
| Sous-total            | Sous-total            | Sous-total            | 43          | 2           | 0                     | 0                     | -                              | 0                              | 0                              | -                       | -                       | 2      | 0      | 5            | 0            | 50    | 2     |
| Total sur la carrière | Total sur la carrière | Total sur la carrière | 216         | 10          | 22                    | 2                     | -                              | 23                             | 0                              | 3                       | 0                       | 2      | 0      | 16           | 0            | 282   | 12    |